# エドゥアルト・ヴェーバー

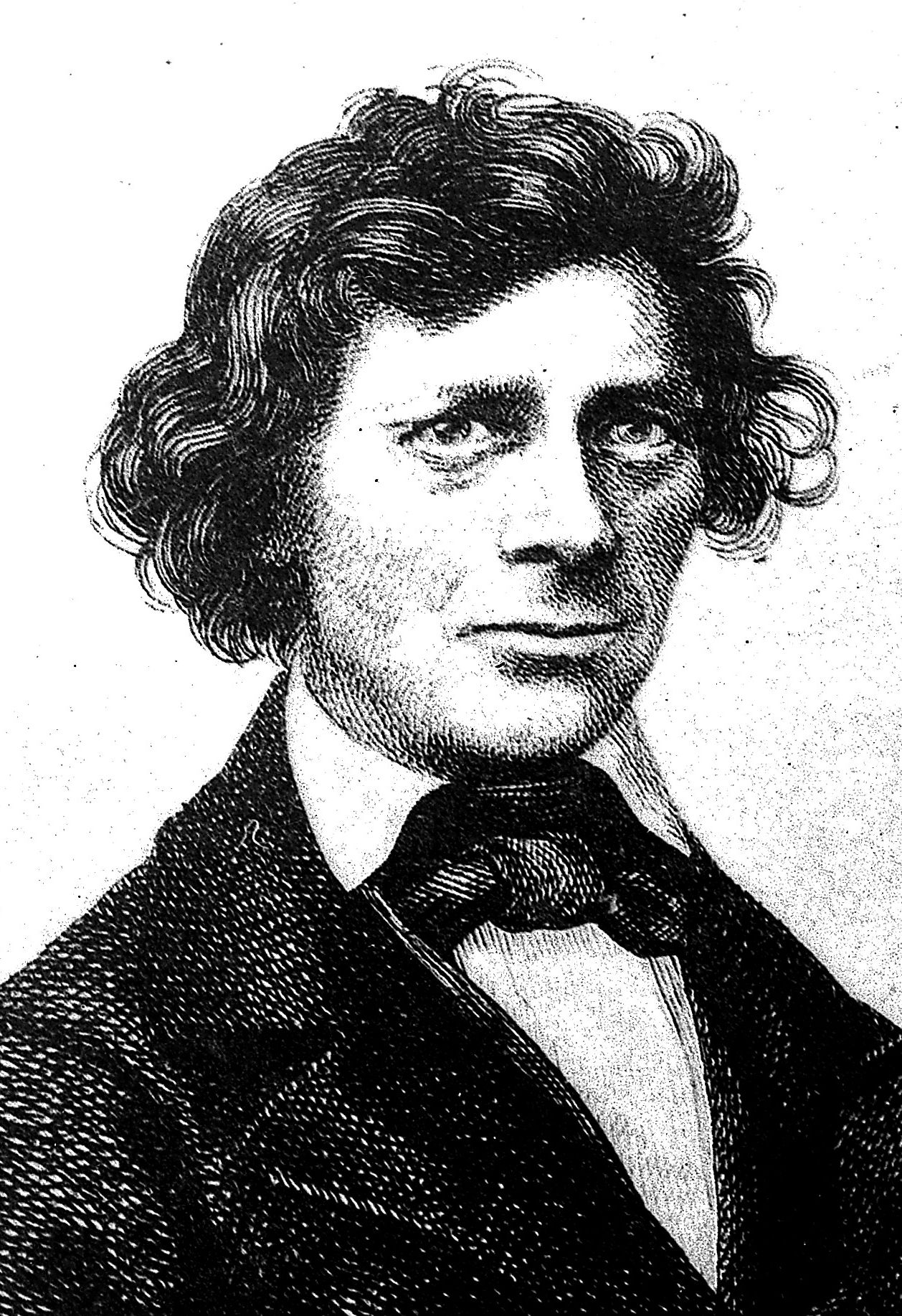

エドゥアルト・フリードリヒ・ヴィルヘルム・ヴェーバー（Eduard Friedrich Wilhelm Weber、1806年3月10日 - 1871年5月18日）は、ドイツの解剖学者・生理学者。神経系の生理に関する研究がある。長兄のエルンスト・ヴェーバーは心理物理学の基礎を築いた生理学者として、次兄のヴィルヘルム・ヴェーバーは電磁気学の単位を定めた物理学者として著名。

## 概要
ヴィッテンベルクに生まれた。ハレ大学で医学を学び、1829年に卒業後しばらく開業した。その後1836年にライプツィヒ大学解剖執刀者、1847年に同大学助教授となった。
1825年の『波動説』ではエルンスト・ヴェーバーと共同で脈拍波動の速度を測定した結果から、ビシャが提唱した「脈拍はすべての動脈で同時である」という説を否定した。1845年にはナポリで開かれた学会で、カエルでの実験から迷走神経に電気刺激を加えると心臓の動きが抑制されることを報告した。これは神経系の作用によって自律運動が妨げられる現象の最初の観察例だった。
またヴィルヘルム・ヴェーバーとは共同で歩行運動に関する研究を行い、1836年に共著『Mechanik der menschlichen Gehwerkzeuge』を発表した。